# Georgetown (Saint-Vincent-et-les-Grenadines)
Pour les articles homonymes, voir Georgetown.
Georgetown est une ville de Saint-Vincent-et-les-Grenadines, chef-lieu de la paroisse de Charlotte.